# Boliarov
Boliarov és un poble i municipi d'Eslovàquia. Es troba a la regió de Košice, a l'est del país.

## Història
La primera referència escrita de la vila data del 1289.

## Demografia
| Godina             | 1994 | 2004    | 2014    | 2024    |
| ------------------ | ---- | ------- | ------- | ------- |
| Nombre de persones | 486  | 625     | 826     | 1074    |
| Diferència         |      | +28,60% | +32,16% | +30,02% |

| Godina             | 2023 | 2024   |
| ------------------ | ---- | ------ |
| Nombre de persones | 1051 | 1074   |
| Diferència         |      | +2,18% |